# 切拉达蒂
切拉达蒂（義大利語：Cella Dati），是意大利克雷莫纳省的一个市镇。总面积19平方公里，人口548人，人口密度28.8人/平方公里（2009年）。国家统计（ISTAT）代码为019028。